# Zabojnica
Zabojnica (cyr. Забојница) – wieś w Serbii, w okręgu szumadijskim, w gminie Knić. W 2011 roku liczyła 377 mieszkańców.